# Піраміди Мерое

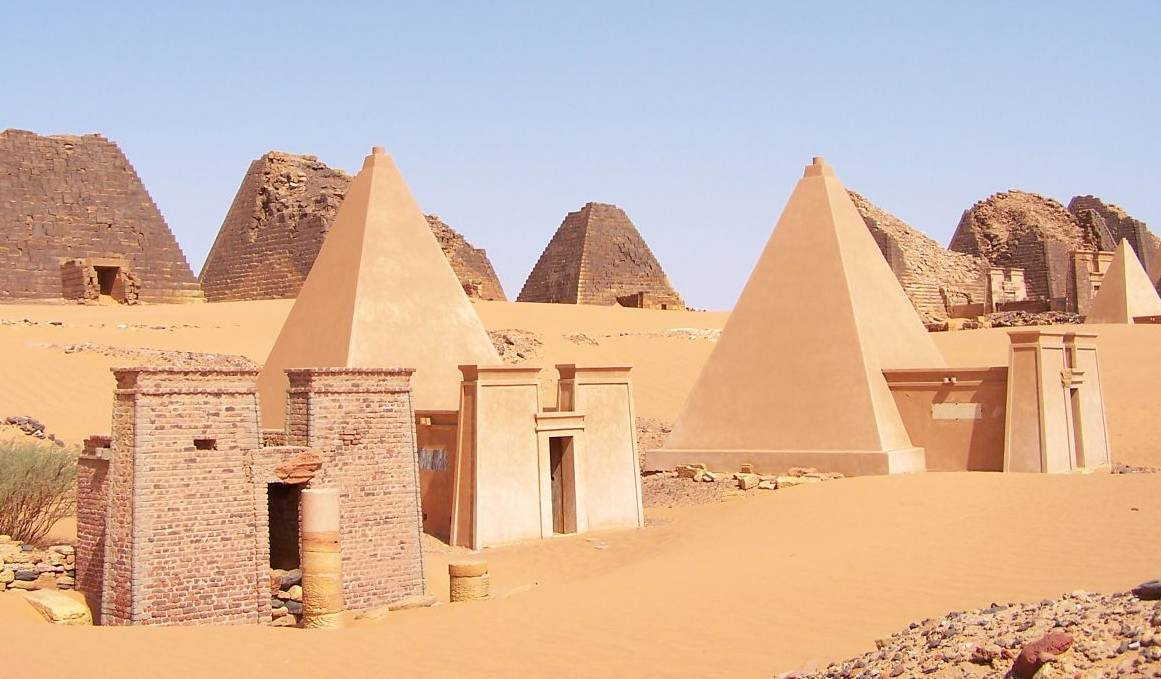
Північне кладовище 2005 року

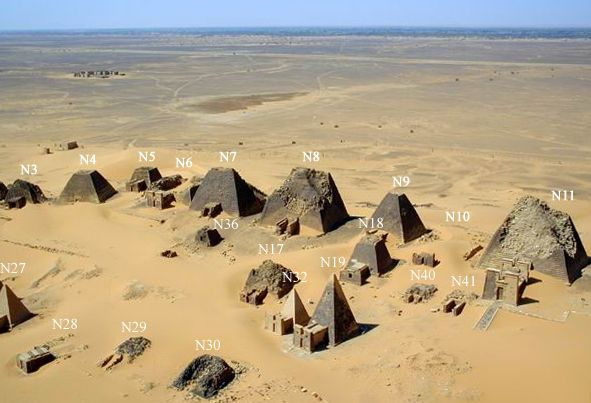
Вид з повітря на Північне кладовище 2001 року з пронумерованими пірамідами

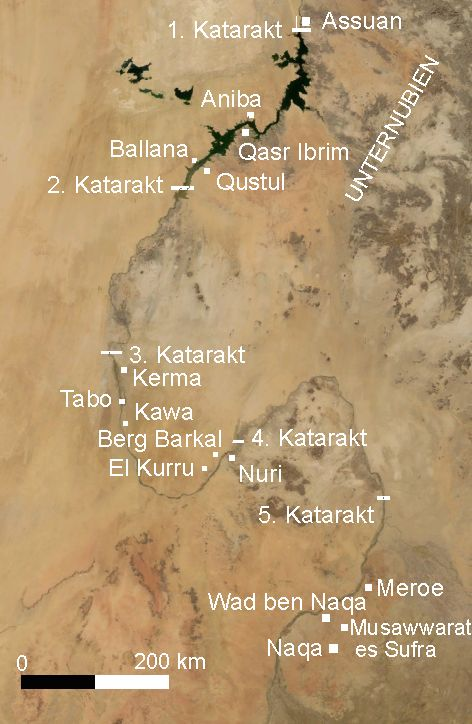
Розташування Мерое в Судані

Піраміди Мерое розташовані в Судані, у близько 200 кілометрах на північний схід від Хартума в районі села Багравія. Їх можна грубо розділити на три групи (північну, південну і західну), які розподілені по невеликих пагорбах, що мають площу близько чверті квадратних кілометрів. У цілому нараховується більше 900 пірамід і гробниць, причому більшість розташовані на ділянках Багравія південь і захід.
Піраміди Мерое, в основному побудовані з каменю, були заввишки 30 метрів, тобто значно менші, ніж відомі давньоєгипетські піраміди і гробницями царів, цариць і високопоставлених чиновників історичного царства Куш в Нубії. Їх поява коливається в основному в період від 300 р. до н. е. до 300 н. е. Перша піраміда Мерое, яка точно може бути приписана правителю, належить Ергаменесу, який царював бл. 280 р. до н. е.
Піраміди Мерое з 2011 року включені до Світової спадщини ЮНЕСКО в рамках об'єкту «Археологічні пам'ятки острова Мерое».

## Походження
У всіх сферах життя, зокрема в культурі панівного класу нубійців, прослідковуються сильні аналогії з Єгиптом. У віруваннях і матеріальній культурі, особливо на початку нубійської державності, домінував вплив північних сусідів. У цьому контексті, ймовірно, був також запозичений і звичай здійснювати поховання правлячого шару у пірамідах. Запозичені були не лише архітектурні форми Єгипту, але і віра в життя після смерті. Наскільки відомо з наявних письмових джерел, тут були майже ті ж самі обряди і звичаї, як у Єгипті. Особливо було важливо, що про померлого думали навіть після його смерті і що йому робились приношення, для чого будували досить складні поховання, навіть зі входом з поверхні, зокрема піраміди з храмами мертвих. Верховний Бог мертвих, як і у Єгипті, — Осіріс, який в Нубії не мав інших власних храмів і ніякого іншого культу; іншими богами мертвих були Ісіда і Анубіс. Вони згадуються також неодноразово у нубійських текстах мертвих і, отже, в пірамідних храмах. Особливо до Ісіди і Анубіса зверталися з проханням про хліб і воду, в результаті чого наявність харчів повинна бути забезпечена протягом всієї вічності.

## Будова пірамід
Піраміди складаються з трьох частин:
1. Власне піраміда, яка спочатку будувалась з місцевого пісковику, але в більш пізні часи могла будуватись з цегли. Вони в середньому мали висоту від 10 до 30 метрів.
2. Перед пірамідою існував невеликий поминальний храм, який часто був прикрашений багатими рельєфами. Тут вказувалось ім'я померлого і були зображені сцени потойбічного світу або разом з божествами. Деколи весь комплекс піраміди був оточений стіною.
3. Власне склепи розташовувались під пірамідою. Вхід знаходився перед храмом, а зали ніколи не знаходили у фактичній споруді піраміди. Царі мали поховальну систему з трьома камерами, причому перші дві були часто декоровані стовпами; в останній камері був похований померлий. Поховання цариць мали тільки дві підземні камери; так само дві камери були у поховань пізніших царів.

Піраміди в Мерое мають більший кут сторін відносно землі («гостріші»), ніж єгипетські піраміди (72° в Мерое проти 54° в Єгипті), крім того, вони значно менші за розміром, ніж єгипетські. Більшість з них не були обшиті гладким камінням, а мали сходинки. Крім того, вони мали, як правило, не гостру вершину, а вершину з невеликим майданчиком і, можливо, навіть невеликий плаский циліндр на вершині. Вони стояли на пласкому цоколі. Царські піраміди в Мерое діляться на дві групи, які відрізняються розмірами пірамід. Перша група датується від Еграменеса (близько 280 р. до н. е.) до Аманішакето (кінець першого століття до н. е.); у ній середня довжина сторони піраміди становить 18 м. У другій групі (від Натакамані, близько 50 р.н. е.) середня довжина сторони піраміди становить лише 6,6 м. В цей час будівництво пірамід, очевидно, втратило сенс. При цьому, в цій групі піраміди цариць, напр. Кандакен, стали більшими за розміром, ніж піраміди царів.

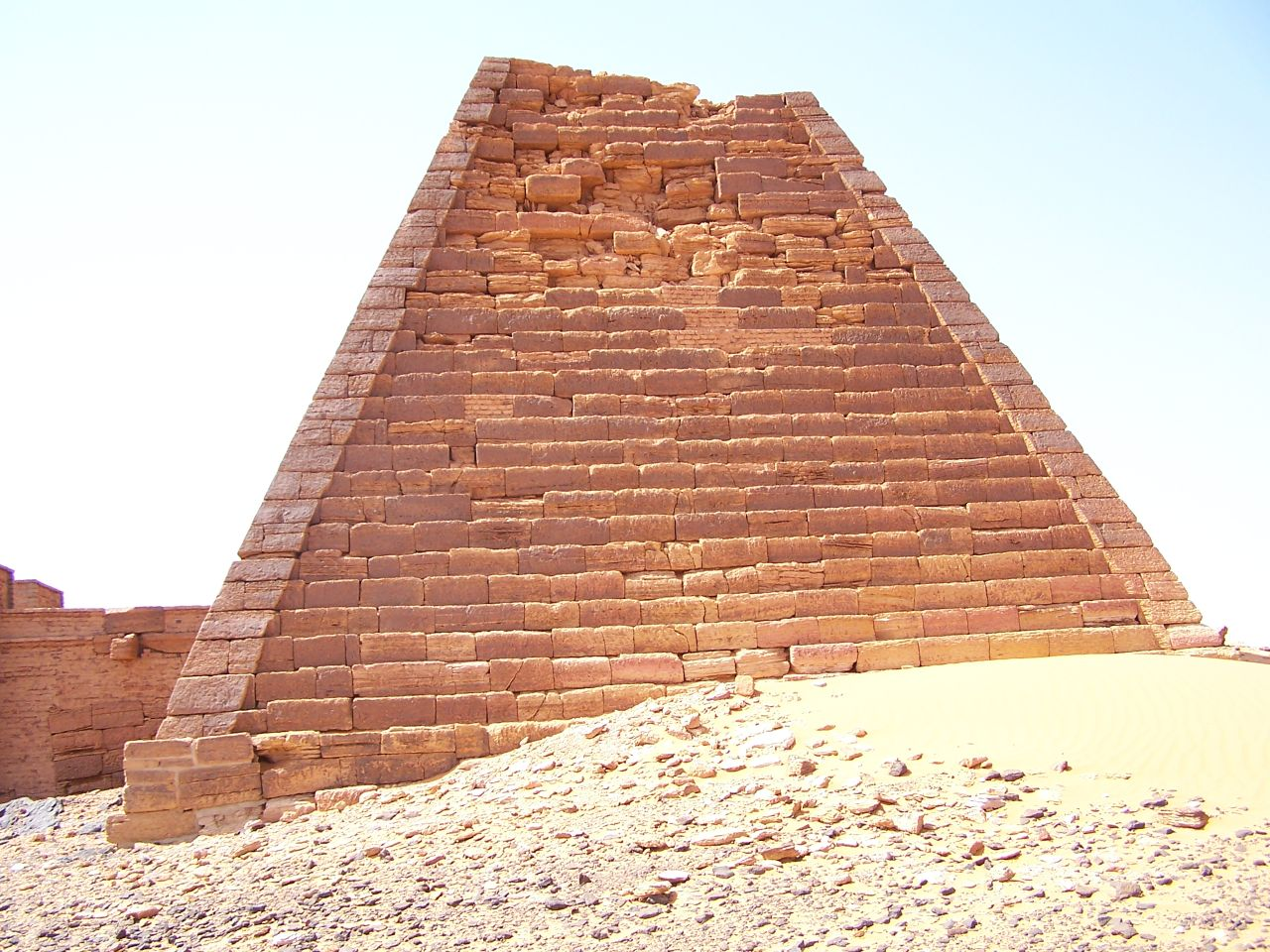
Піраміда N21 зі сторони, сторони зі сходинками
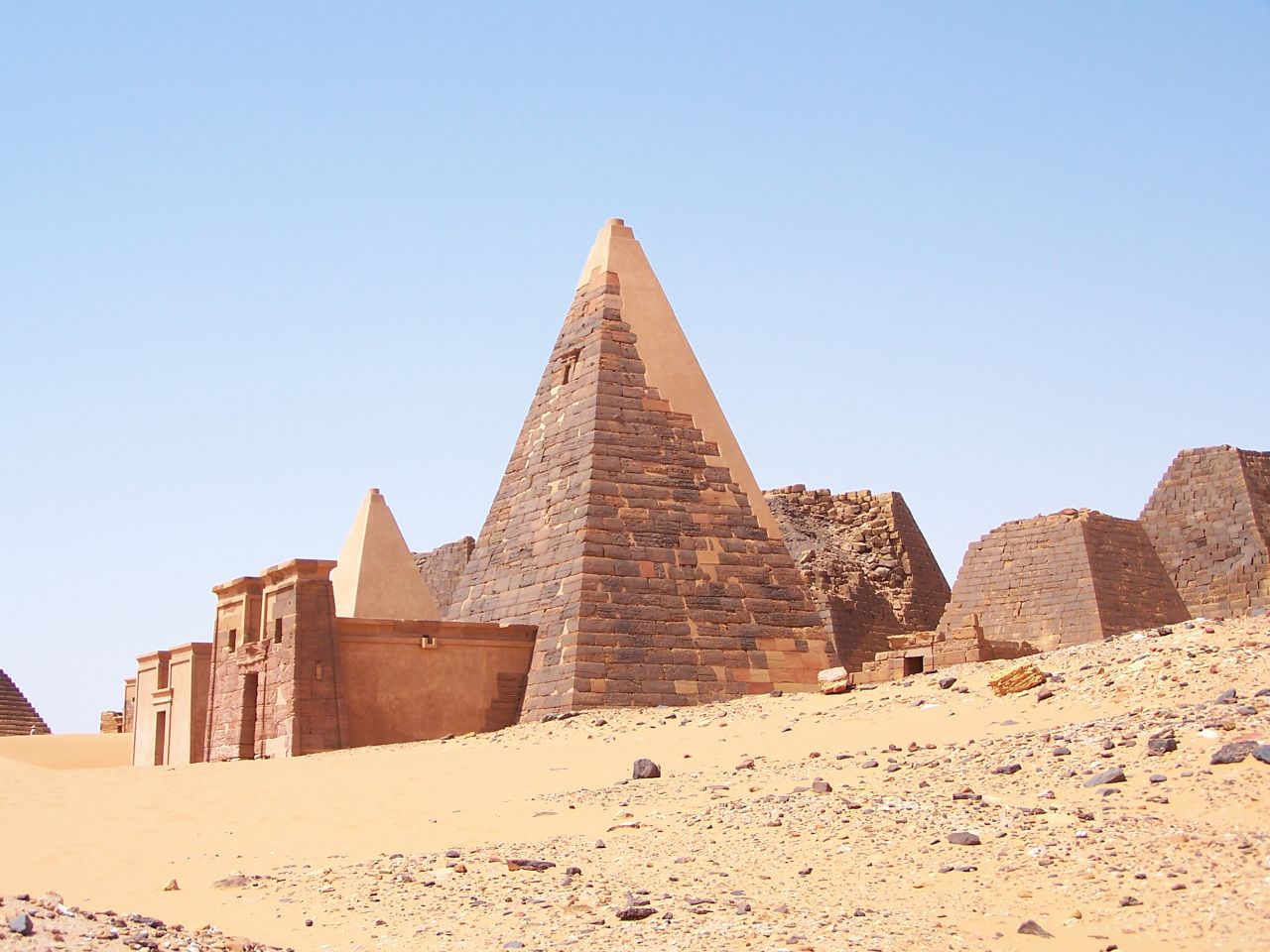
Піраміда N19 зі сторони, сторони гладкі
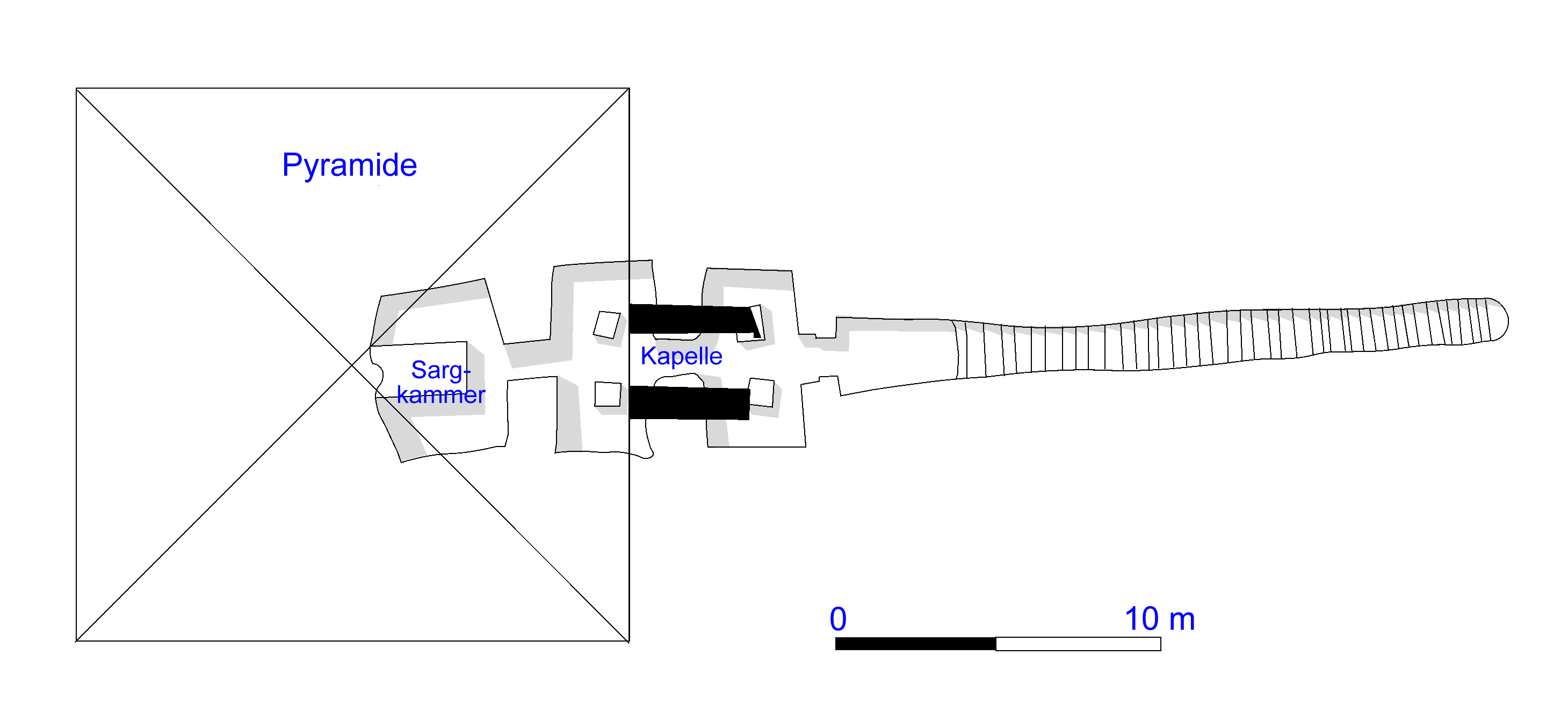
План піраміди N7
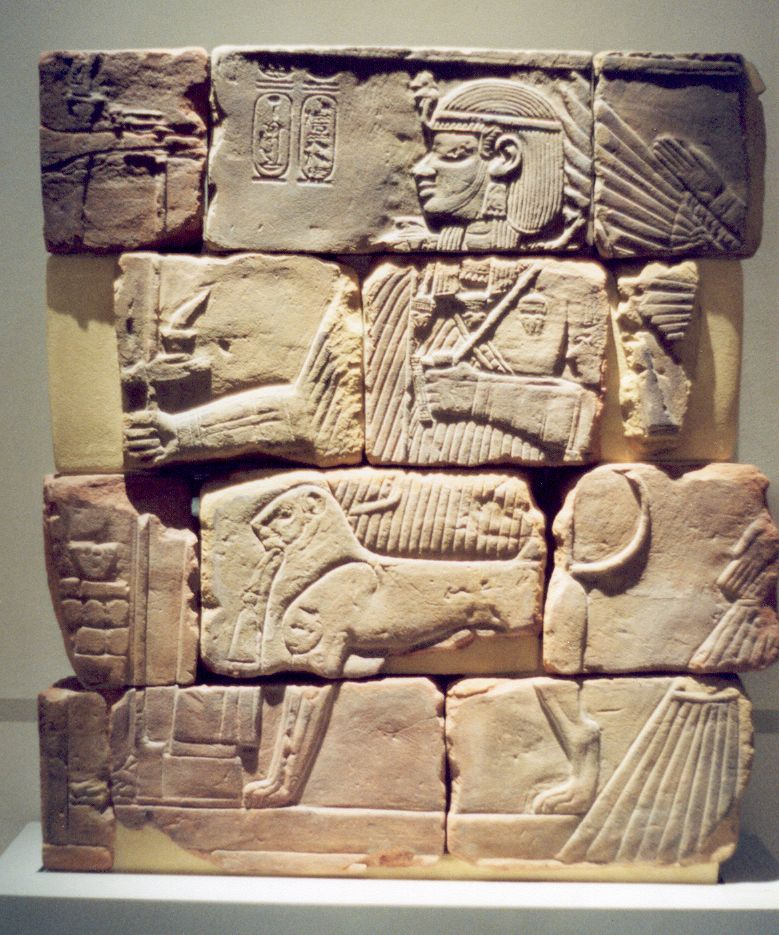
Барельєф з каплиці піраміди N17 (нині в Єгипетському музеї Берліна)

## Орнаменти храму мертвих
Храми мертвих при пірамідах побудовані з пісковика. Як правило, вони мають одну або дві кімнати, попереду яких розташований пілон. Ці храми були багато прикрашені. На зовнішній стороні пілону розташований плаский барельєф, що часто це показує, але не завжди, відповідного царя, який вбиває ворогів, стародавня сцена, запозичена у єгиптян. Інтер'єр храму також прикрашений — невисоким, але опуклим рельєфом. Можна виділити три типи декорування:
- тип A датується 3 ст. до н. е. дохристиянські століття, він показує сцени пожертв у єгипетському стилі з єгипетськими ієрогліфами.
- Тип B датується періодом від 2 ст. до н. е. і до 4 ст. н. е. Тут можна побачити потойбічний суд і Книгу мертвих, які в Єгипті вже з близько 1350 р. до н. е. належали до типових похоронних орнаментів. Перед судом мертвих серце померлого повинно було захищати себе і доводити, що померлий зробив в житті більше хороших, ніж поганих справ. На вагах разом з серцем зважувались погані і хороші вчинки і визначалось, які переважають. Тільки коли в цьому суді на чолі з Осірісом померлий визнавався невинним, він міг на всю вічність увійти у підземний світ. Якщо він був визнаний винним, його пожирала Пожирачка мертвих і покійний помирав вічною смертю.
- Останній тип C встановився з правлінням Натакамані. На бічних стінках храму домінують зображення похованого або похованої, які зображуються сидячими. Чоловіки в основному зображені в одязі та з багатьма різними ювелірними прикрасами. На зображенні позаду мертвих часто стоять Ісіда і Нефтида[3], але можуть також з'являються їх цариці. Перед ними з'являється принц або Анубіс, який дає померлому приношення у вигляді ладану або води. На задній стіні каплиці зображений бог підземного світу Осіріс або хибні двері, через які померлий повинен символічно залишити поховання.

## Поховальні предмети
Більшість пірамід були розграбовані, і лише умовно можна скласти уявлення про колишнє оздоблення поховальних камер. Єдина відома нерозграбована піраміда належить цариці Мернуа (близько 600 р. до н. е.). Але її могила датована зовсім на початку поховального комплексу, близько за 300 років до королівських пірамід, тому що її могила, ймовірно, типова для свого часу, але не характерна для більшості поховань в Мерое. Мернуа була похована в чисто єгипетському стилі: вона лежала в декількох трунах, які були поставлені одна в одну; її мумія була багато прикрашена амулетами, а могилі лежали численні ушебті, на яких було написано її ім'я; велика частина поховального оздоблення було виготовлено спеціально для гробниці.
Більш пізні поховання виглядають інакше: відсутні ушебті, труни зустрічаються рідко (колись існуючі можливо зруйнувались через погані умови схоронності), а також відсутні залишки масок мумій. Більшість поховальних предметів були взяті з повсякденного життя. Там можна знайти багато предметів розкоші, які були імпортовані з елліністичного світу (металеві посудини, а також бронзові скульптури, багато елліністичної кераміки, у тому числі винні амфори). Є ознаки ювелірних виробів, які носили, ймовірно, і при житті, і є ознаки меблів, які були поміщені в гробницю. Як і раніше, зустрічаються амулети у єгипетському стилі, але Мерое, починаючи з 3 до н. е. все більше відходило від єгипетських похоронних звичаїв. Але оздоблення у каплицях пірамід демонструють, що єгипетські вірування продовжували використовувати. Осіріс і Ісіда і суд мертвих, типові єгипетські зображення зображення у той час, у цих сценах з'являються, у всякому разі, неодноразово. Є ознаки, хоча тільки незначні, що слуг і тварин також ховали з правителями. Багато склепів містили більше, ніж одного похованого. В районі пірамід також виявлені поховання тварин.

## Дослідження
Італійський лікар і авантюрист Джузеппе Ферліні відвідав піраміди 1834 року і зруйнував деякі з них у пошуках скарбів. При цьому він знайшов коштовності королеви Аманішакето і спробував їх продати у різні музеї, але тоді в Європі ніхто не вірив, що такі якісні об'єкти могли надходити з чорної Африки. Врешті решт вони були куплені Берлінським і Мюнхенським музеями, де вони знаходяться і сьогодні. Десять років потому піраміди досліджувала прусська експедиція на чолі з Ріхардом Лепсіусом. Кладовище було досліджено систематично, був намальований план і багато зображення в храмах пірамід були скопійовані. У 1920-х роках на ділянках пірамід Джордж Ендрю Рейснер проводив систематичні розкопки і зробив багаті знахідки. На відміну від попередніх, в могилах Нурі або Ель-Курру були знайдені в класичних мероїтських склепах декілька об'єктів, які були спеціально підготовлені для поховання. Домінували предмети побуту як похоронний інвентар, в тому числі багато імпортних об'єктів з Середземномор'я. Знахідки були в основному розділені між Хартумом і Музеєм витончених мистецтв (Бостон, США). Праця Райснера була надрукована «Dows Dunham» у 1950-х і 60 — х років у ряді монументальних томів. Райснер був в першу чергу зацікавлений в розкопках гробниць і мало вивчав піраміди як такі. Тому орнаментування і архітектура похоронних пірамід домі не описані системно і науково. В останні десятиріччя німецький архітектор і археолог Фрідріх Хінкель реставрував деякі піраміди.

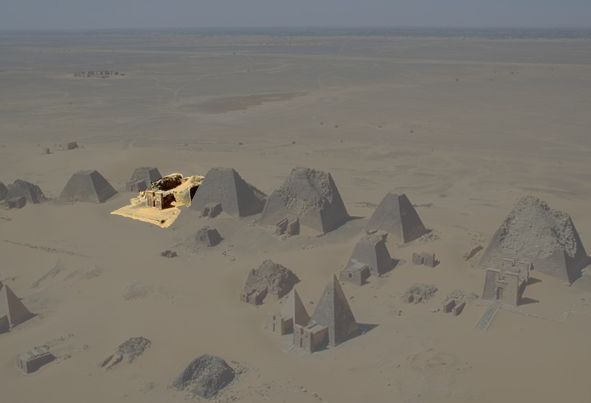
Піраміда N6, була зруйнований Джузеппе Ферліні майже повністю 1834 року
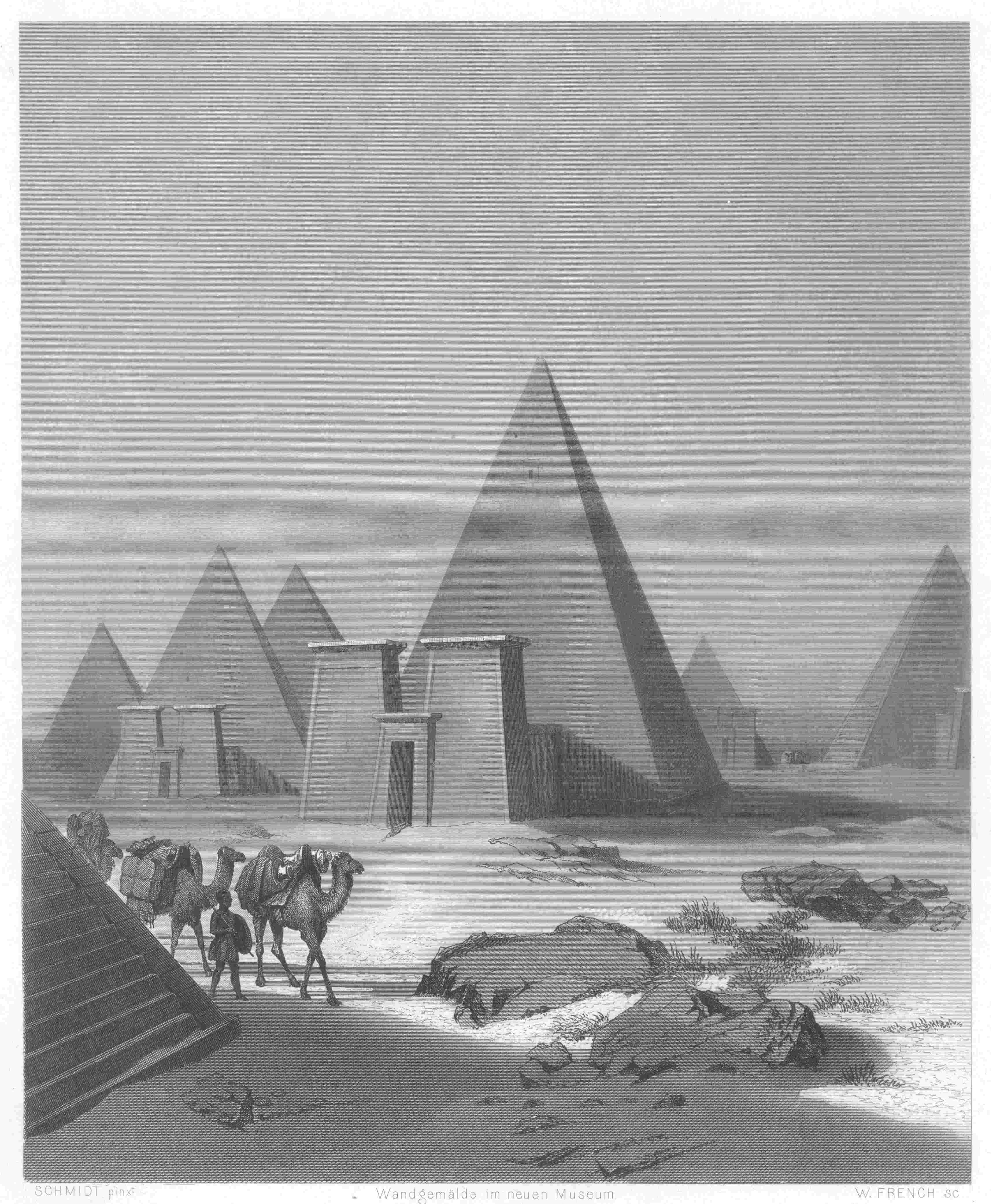
Зображення пірамід в 1850 році, за звітами експедиції Лепсіуса
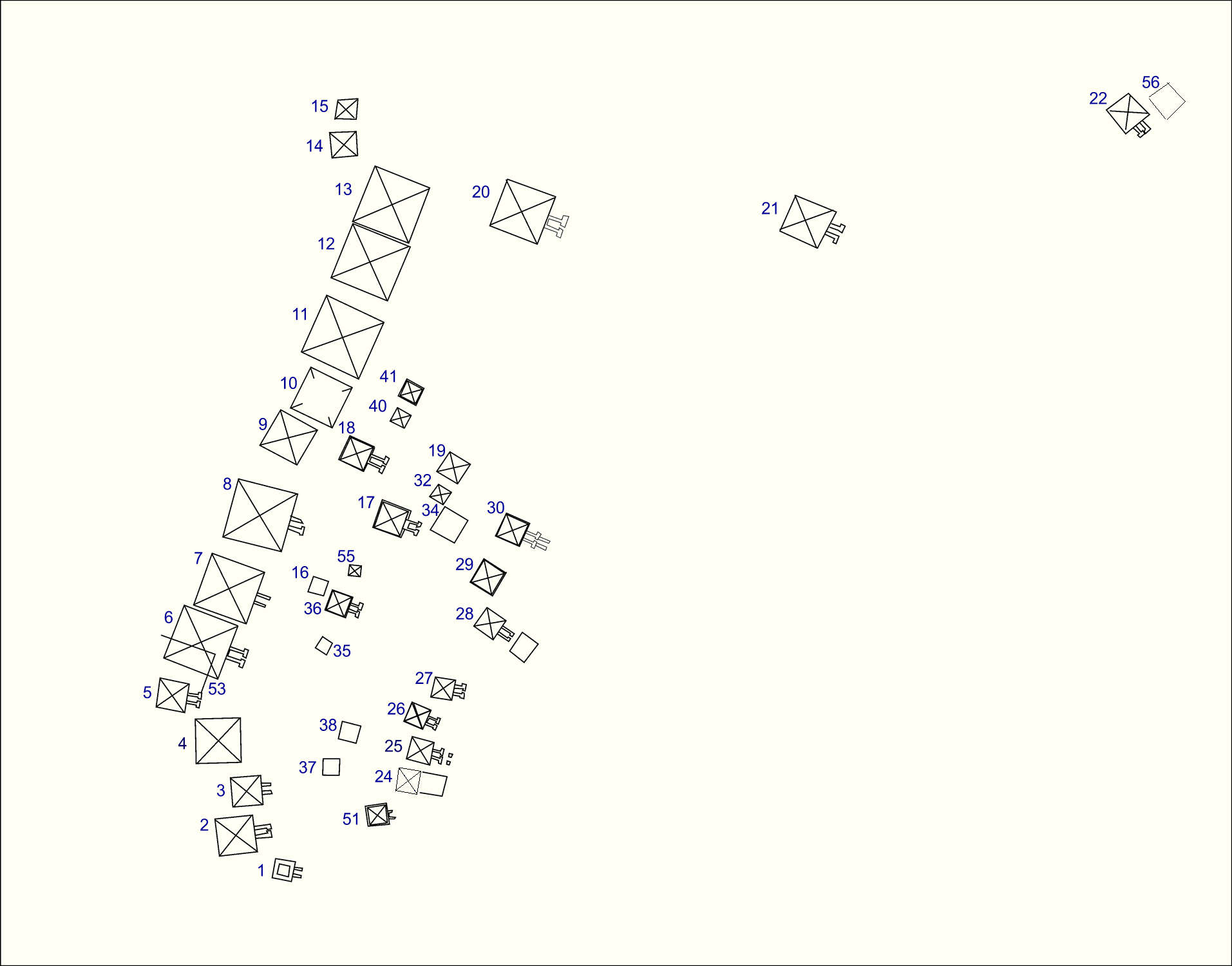
Нумерований план Північного кладовища Джорджа Рейснера
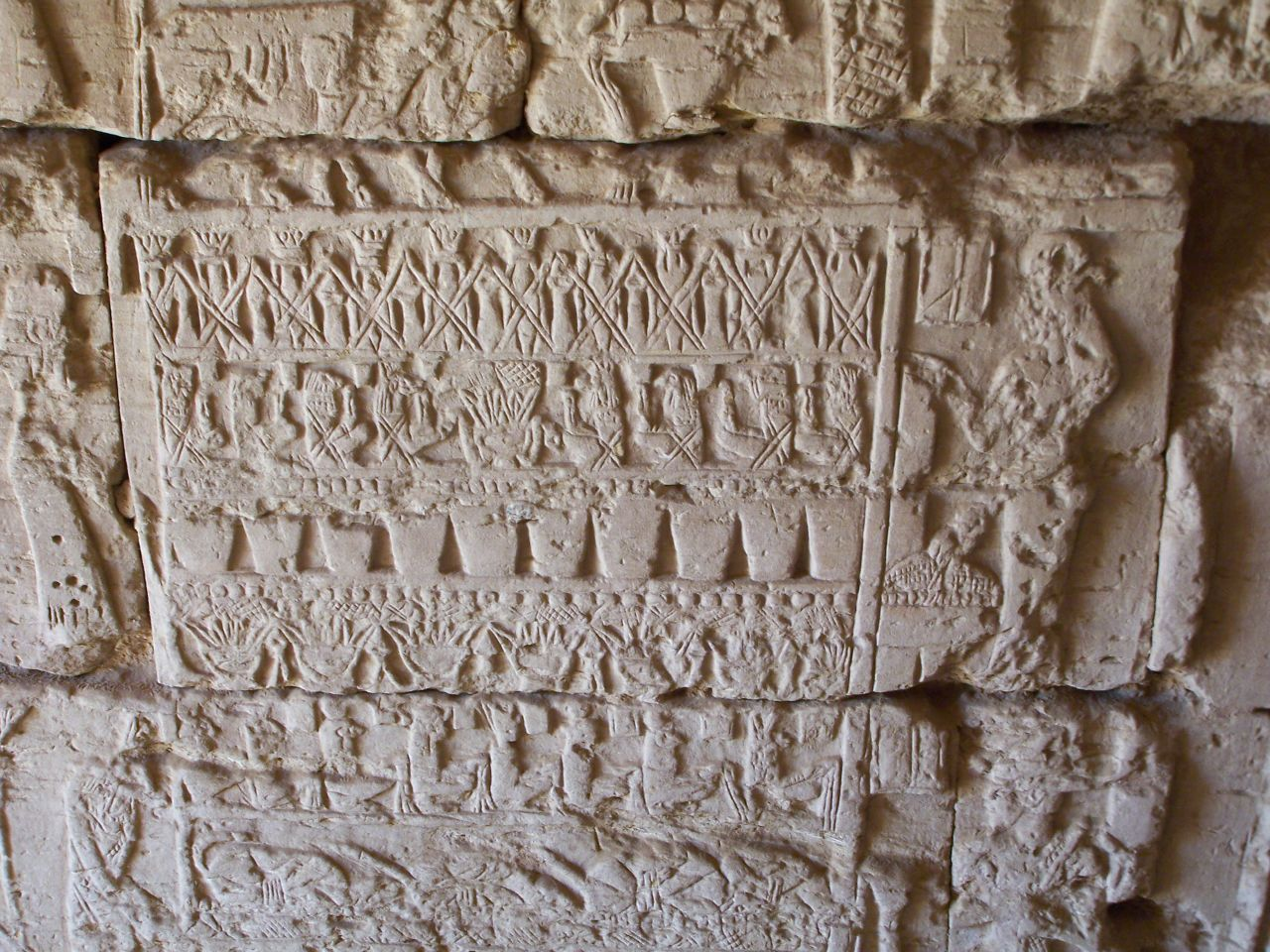
Орнамент подання пожертви у храмі піраміди N12

## Список пірамід

Мерое і його кладовища

Абревіатура Beg позначає Багравію, N — Північне кладовище, S -Південне кладовище і W — Західне кладовище. На Південному кладовищі як мінімум з Аспельти (580 р. до н. е.) здійснювали поховання високопоставлених персон. Ергаменес (близько 280 р. до н. е.) є першим там похованим правителем. У 250 р. до н. е. Південне кладовище було покинуте і Північне кладовище почало використовуватись як місце поховання для царів. При цьому не всі піраміди належать лише царям або царицям. Ще одна поховальна ділянка — західне кладовище, на якому також розташовані багато пірамід. Тут ймовірно були поховані високопосадовці та члени їх сімей, а також можливо розташовані кілька пірамід царів.
Перша нумерація пірамід походить від експедиції Лепсіуса. Сучасні номери наслідують Рейснера. Прогалини в сучасній нумерації викликані похованнями, які ймовірно не є похованнями царів. Нижче представлений список всіх пірамід, які можуть бути пов'язані з царями чи царицями, а також поховань високопоставлених осіб, чиї імена збереглися. Не з усіма пірамідами може бути співвіднесений власник. Імена власників збереглися в основному в малих храмах пірамід — якщо вони зруйновані, то навряд чи є ключі до ідентифікації. Лише зрідка в склепах були виявлені поховальні об'єкти з іменами, тому тамтешні знахідки запропонувати невелику допомогу. Більшість пірамід колись містили жертовні столи, які містили ім'я похованого. На жаль, жертовні столи були предметами, які могли бути легко викраденими, тому місце їх знахідки дає лише умовну підказку. Нижче наведені лише ті піраміди, чий зв'язок з власником встановлений досить точно.

Піраміди Мерое (Північний цвинтар) на сході сонця

| Номер              | Власник             | Коментар | Довжина сторони | Номер за Лепсіусом | Фото |  |
| ------------------ | ------------------- | --- | --------------- | ------------------ | ---- |  |
| Північне кладовище |                     | |                 |                    |      |  |
| Beg N1             | Цариця Аманіторе    | не справжня піраміда |                 | 20                 |      |  |
| Beg N2             | Цар Аманіхабале     | Призначення невизначене | 11,72 м         | 19                 |      |  |
| Beg N3             | Цариця              | Ім'я невідоме | 9,10 м          | 18                 |      |  |
| Beg N4             | Цар Аманітека       | | 13,68 м         | 17                 |      |  |
| Beg N5             | Аріканкарора        | Принц або генерал | 8,98 м          | 16                 |      |  |
| Beg N6             | Цариця Аманішакето  | Майже повністю знищена італійським шукачем скарбів Джузеппе Ферліні                                                                           | 17,68 м         | 15                 |      |  |
| Beg N7             | Цар Арквамані       | | 17,16 м         | 14                 |      |  |
| Beg N8             | Цар Мер …т?         | У поховальній камері стоїть постамент з каменю, на якому лежала труна або тіло. Постамент рясно прикрашений барельєфами з зображеннями богів. | 18,50 м         | 13                 |      |  |
| Beg N9             | Табірква            | Ця піраміда приписується Адіхаламані, але це непевно, оскільки є лише ім'я Табірква. Поховальна камера була розмальована.                     | 12,59 м         | 12                 |      |  |
| Beg N10            | Цар                 | Ім'я невідомо | 14,26 м         | 11                 |      |  |
| Beg N11            | Цариця Шанакдакето  | На кришці саркофагу зображений Осіріс між Ісідою та Нефтидою                                                                                  | 19,29 м         | 10                 |      |  |
| Beg N12            | Цар                 | Ім'я невідомо | 18,75 м         | 9                  |      |  |
| Beg N13            | Цар Наквірджінсан…  | | 18,35 м         | 8                  |      |  |
| Beg N14            | Цар (?)             | Написано Аракакатані | 8,85 м          | 7                  |      |  |
| Beg N15            | Цар                 | Ім'я невідомо | 6,20 м          | 6                  |      |  |
| Beg N16            | Цар Аріесебокхе     | Тут знайдені також блоки з ім'ям Шесепанкенамен Сетепенре                                                                                     | 4,74 м          | 37                 |      |  |
| Beg N17            | Цар Аманітенмоміде  | | 8,75 м          | 38                 |      |  |
| Beg N18            | Цариця Аманікаташан | | 7,80 м          | 39                 |      |  |
| Beg N19            | Цар Такереніваль    | | 7,29 м          | 31                 |      |  |
| Beg N20            | Цар Канахт-…        | | 18,75 м         | 3                  |      |  |
| Beg N21            | Цар                 | Ім'я невідомо | 12,72 м         | 2                  |      |  |
| Beg N22            | Цар Натакамані      | Ця піраміда розташована збоку від поля пірамід                                                                                                | 8,92 м          | 1                  |      |  |
| Beg N23            | невідомо            | |                 |                    |      |  |
| Beg N24            | невідомо            | | 6,28 м          | 22                 |      |  |
| Beg N25            | Цар                 | Ім'я невідомо, піраміда вже повністю зникла, лишився лише вхід у поховальний храм                                                             | 7,12 м          | 23                 |      |  |
| Beg N26            | Цариця              | Ім'я невідомо | 6,30 м          | 25                 |      |  |
| Beg N27            | невідомо            | Цегляна піраміда | 6,60 м          | 26                 |      |  |
| Beg N28            | Цар Тегорідеамані   | остання точно датована піраміда Мерое | 7,10 м          | 27                 |      |  |
| Beg N29            | Цар Такідеамані     | | 7,20 м          | 28                 |      |  |
| Beg N30            | Цар Арітенайсебохе  | | 7,30 м          | 29                 |      |  |
| Beg N31            | Цариця              | Ім'я невідомо |                 |                    |      |  |
| Beg N32            | невідомо            | | 4,50 м          | 32                 |      |  |
| Beg N33            | невідомо            | |                 |                    |      |  |
| Beg N34            | Цар                 | Ім'я невідомо | 8,30 м          | 30, 33 чи 34?      |      |  |
| Beg N35            | Арентіде            | |                 | 35                 |      |  |
| Beg N36            | невідомо            | | 6,34 м          | 36                 |      |  |
| Beg N37            | невідомо            | | 5,20 м          | 24b?               |      |  |
| Beg N38            | Цар                 | Ім'я невідомо, цегляна піраміда | 5,60 м          | 24                 |      |  |
| Beg N39            | невідомо            | Цегляна піраміда |                 |                    |      |  |
| Beg N40            | невідомо            | Цегляна піраміда | 4,97 м          | 40                 |      |  |
| Beg N41            | невідомо            | Цегляна піраміда | 5,30 м          | 41                 |      |  |
| Beg N51            | невідомо            | |                 | 21                 |      |  |
| Beg N53            | Цариця А…пнайка     | Піраміда забудована пірамідами N5 і N6. |                 |                    |      |  |
| Beg N56            | невідомо            | |                 |                    |      |  |
| Південне кладовище |                     | |                 |                    |      |  |
| Beg S1             | Жінка               | Ім'я невідоме | 6,50 м          |                    |      |  |
| Beg S2             | Жінка               | Ім'я невідоме | 6,62 м          |                    |      |  |
| Beg S3             | невідомо            | | 7,65 м          |                    |      |  |
| Beg S4             | Цариця Сар…тін      | | 6,65 м          |                    |      |  |
| Beg S5             | Цар Аманісло        | |                 |                    |      |  |
| Beg S6             | Цар Ергаменес       | |                 |                    |      |  |
| Beg S7             | солдат Хордепи (?)  | |                 |                    |      |  |
| Beg S8             | Цариця              | Ім'я невідоме |                 |                    |      |  |
| Beg S9             | невідомо            | | 7,50 м          |                    |      |  |
| Beg S10            | Цар Бартаре         | | 10,45 м         |                    |      |  |
| Beg S20            | царевич Ветерік     | | 4,75 м          |                    |      |  |
| Beg S15            | Пасальта            | Її ім'я знайдено на одній зі стел |                 |                    |      |  |
| Beg S84            | Маленадан           | Ім'я знайдено також на ушебті | 5,20 м          |                    |      |  |
| Beg S85            | Цариця Мернуа       | Поховання знайдене не пограбованим | 5,25 м          |                    |      |  |
| Beg S500           | Брат царя Карибен   | | 5,35 м          |                    |      |  |
| Beg S503           | Цариця Кенува       | | 10,25 м         |                    |      |  |
| Західне кладовище  |                     | |                 |                    |      |  |
| Beg W14            | Насаранасап         | Піраміда з храмом, в якому знайдено ім'я |                 |                    |      |  |
| Beg W17            | Ша…каділіамані      | | 10,65 м         |                    |      |  |
| Beg W18            | Тактідамані         | | 7,60 м          |                    |      |  |
| Beg W19            | Тедеген             | Ім'я на стелі і жертовному столі |                 |                    |      |  |
| Beg W105           | Аманіпільде         | | 3,40 м          |                    |      |  |
| Beg W113           | Цар Машадеакхель    | Ім'я на жертовному столі, зв'язок піраміди з цим царем непевний                                                                               | 4,15 м          |                    |      |  |
| Beg W130           | ..к..               | Знайдений царський жертовний стіл | 4,40 м          |                    |      |  |
| Beg W309           | Цариця Патрапеамані | Належність непевна | 6,60 м          |                    |      |  |
| Beg W342           | Атедекей            | Ім'я на жертовному столі |                 |                    |      |  |

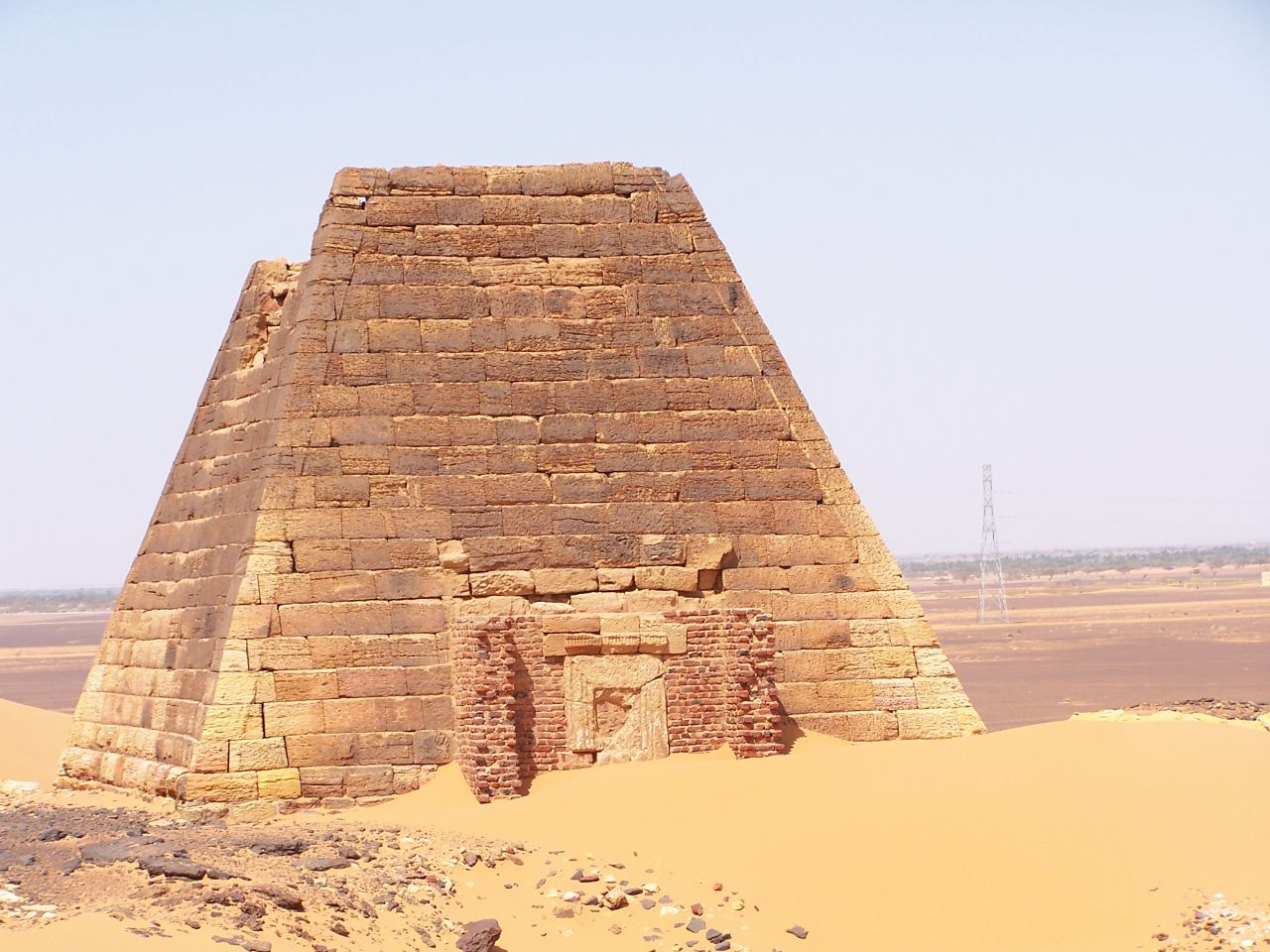
Піраміда N14
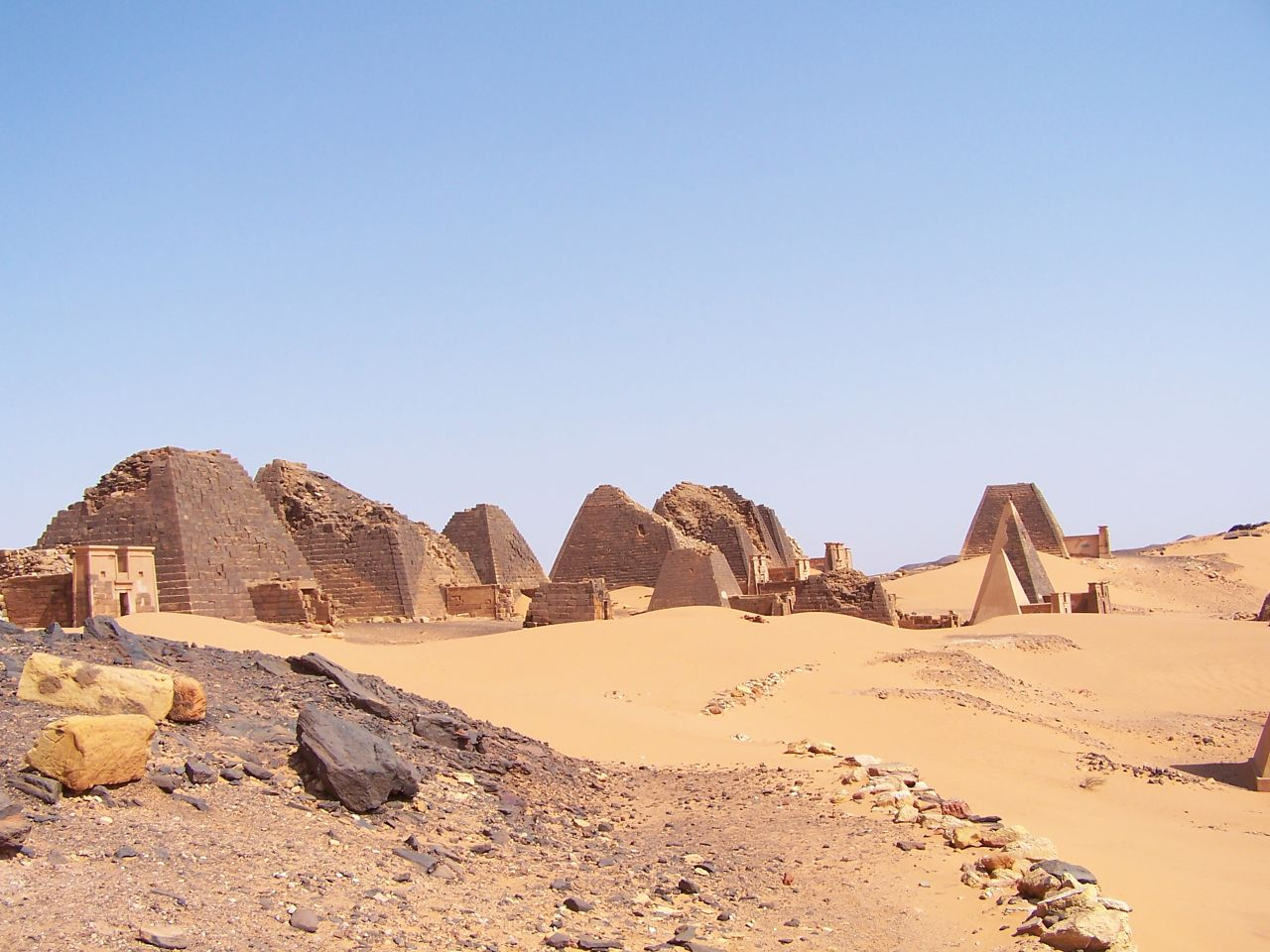
Північне кладовище (2005)
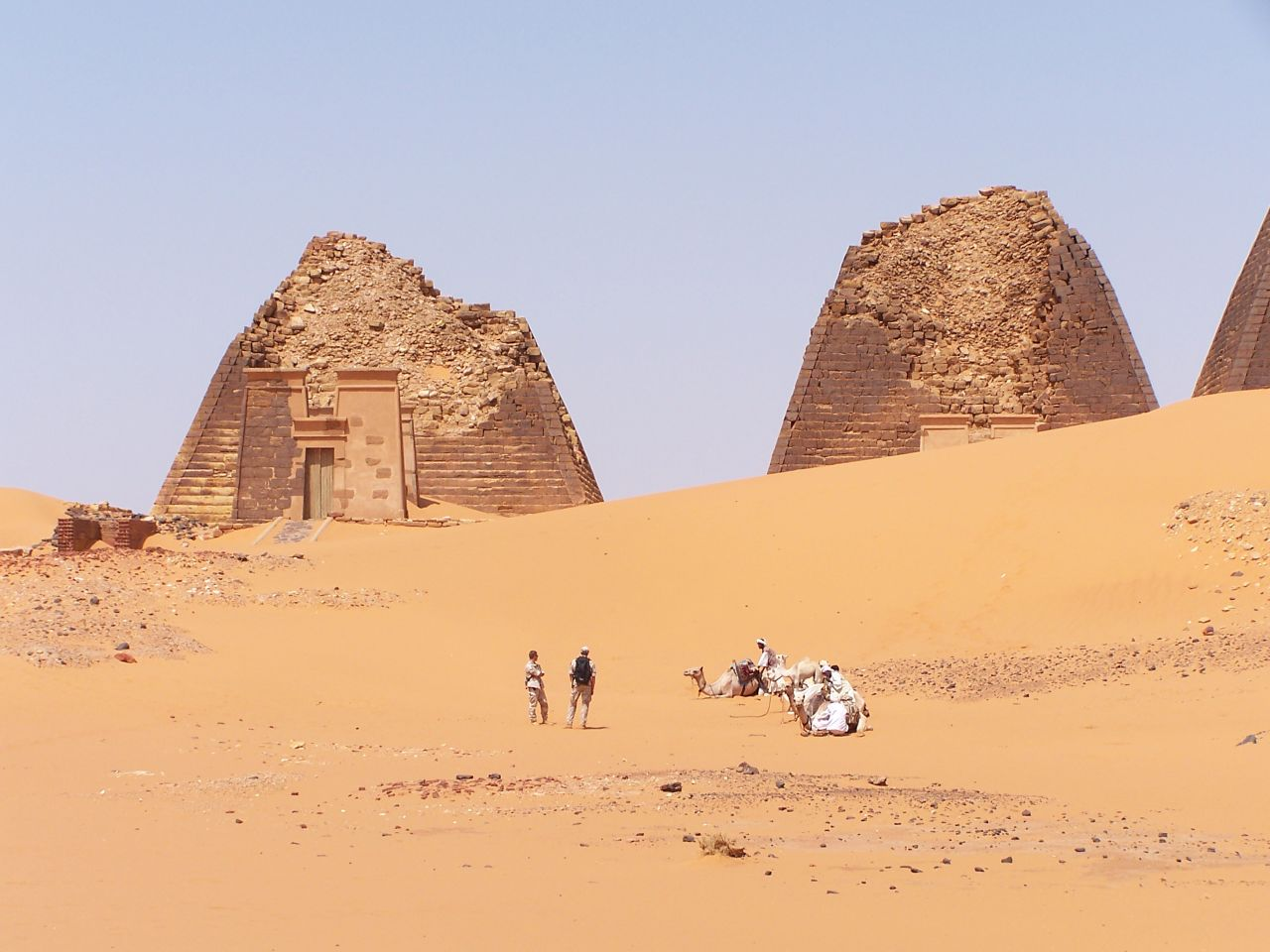
Піраміда N11 ліворуч і праворуч N12
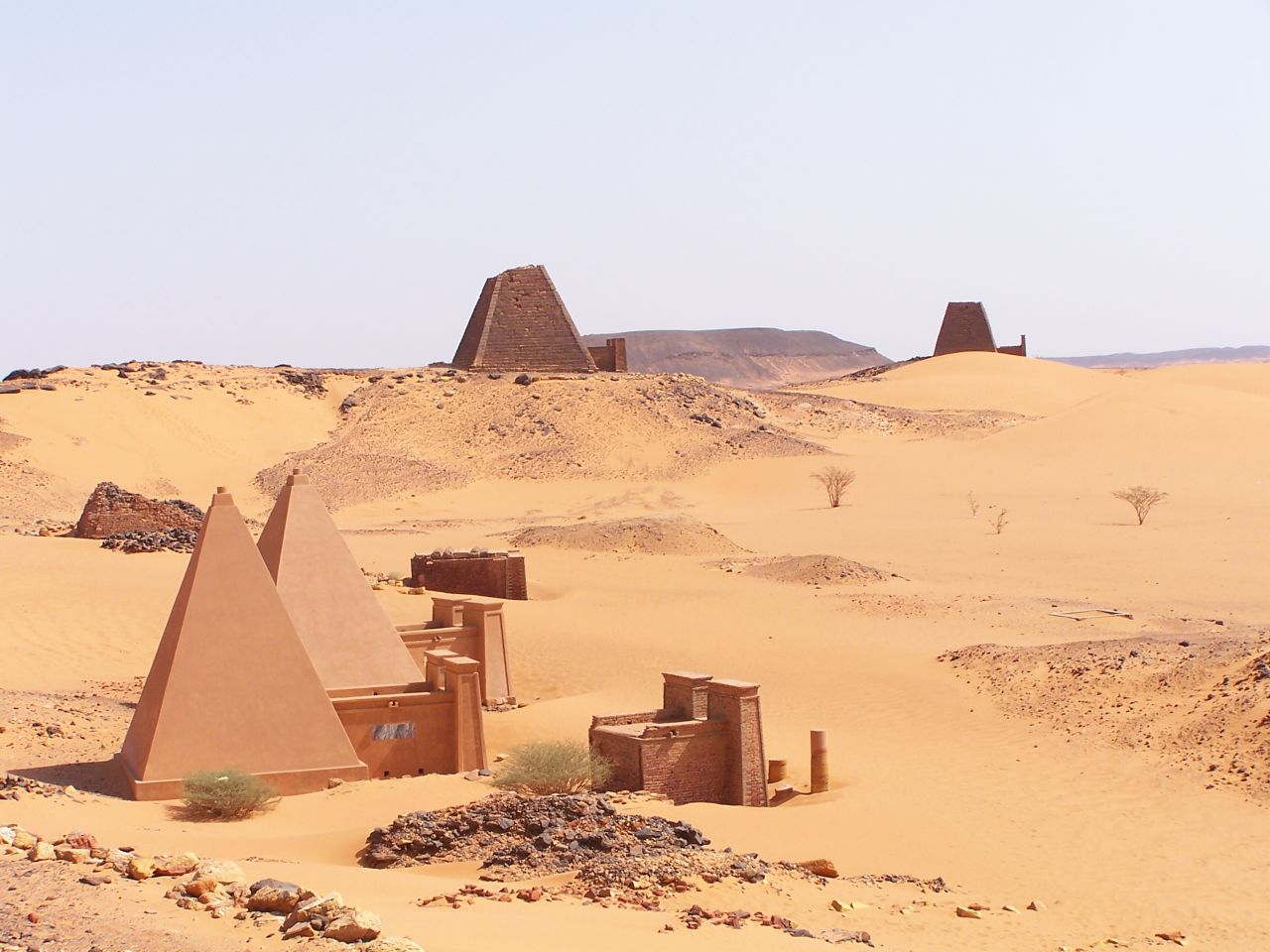
На горизонті піраміди N21 і N22 зліва направо
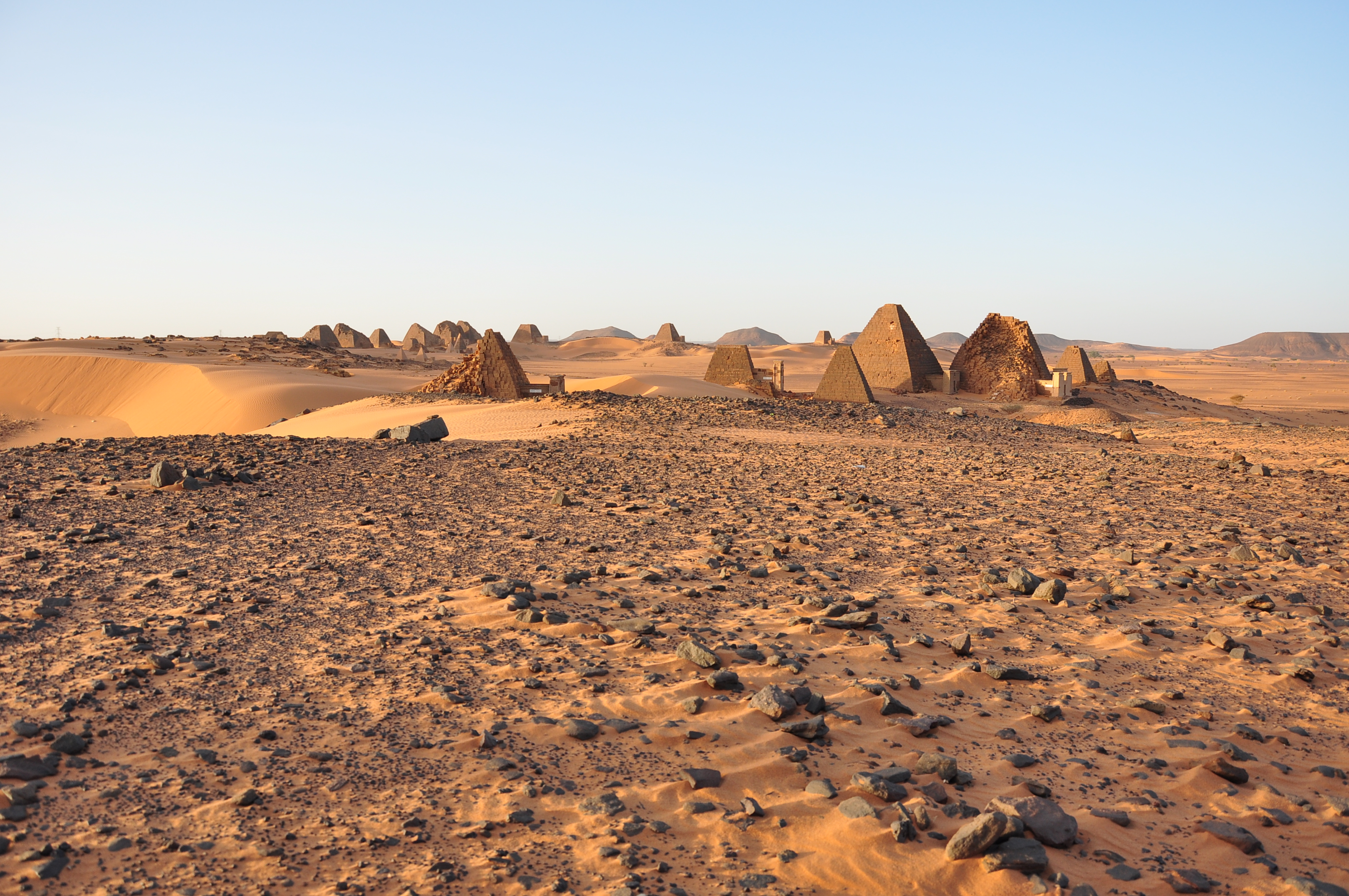
Вид на піраміди Південного кладовища, на тлі Північного кладовища
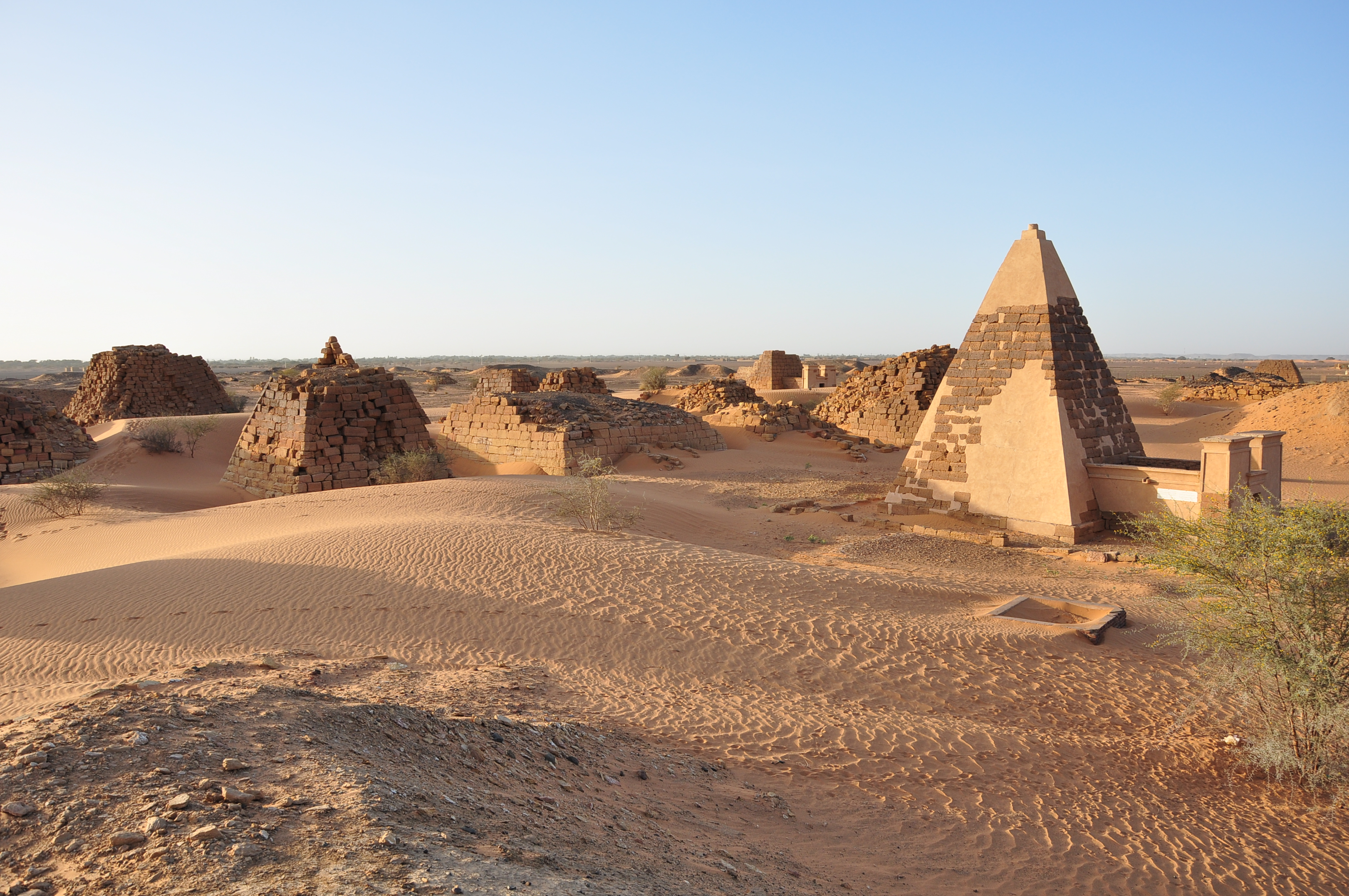
Піраміди Західного кладовища – поховання високопосадовців